# برايان ألدردج
برايان ألدردج هو سياسي أمريكي، ولد في 6 مايو 1977 في توبيلو في الولايات المتحدة. نشط حزبياً في الحزب الجمهوري. وقد انتخب عضو مجلس نواب مسيسيبي ‏.